# Mark McDowell
Mark McDowell là một doanh nhân. McDowell là người đồng sáng lập và Giám đốc điều hành của Primal Digital Agency và Syndatrace.

## Tiểu sử
McDowell sinh ra ở Bangkok, Thái Lan, nơi anh theo học tại trường Bangkok Patana. Anh đã hoàn thành chương trình giáo dục đại học tại Đại học Otago ở New Zealand, tốt nghiệp với bằng cử nhân thương mại và quản trị kinh doanh.
Mark McDowell bắt đầu sự nghiệp của mình với tư cách là nhà phát triển trang web, hoạt động tự do và xây dựng trang web cho nhiều doanh nghiệp khác nhau khi còn là sinh viên.
Sau khi trở về Bangkok, anh nhận được vai trò giám đốc tiếp thị tại một cơ sở kinh doanh thịt nướng nhỏ. Năm 2013, McDowell chuyển đến Melbourne, Úc, nơi ông giữ chức vụ quản lý tài khoản tiếp thị hiệu suất tại WME.
Khi trở về Thái Lan vào năm 2015, anh đồng sáng lập Primal Digital Agency, một công ty tiếp thị kỹ thuật số có trụ sở tại Thái Lan và Malaysia.
Năm 2020, anh được đưa vào danh sách Forbes 30 under 30.
Năm 2022, McDowell đồng sáng lập Syndatrace, công ty cung cấp các dịch vụ tiếp thị kỹ thuật số và các công cụ phân tích được hỗ trợ bởi AI. McDowell cũng là cố vấn tại Talent First, một công ty tư vấn tuyển dụng, vị trí mà ông đảm nhận vào tháng 11 năm 2022. Ngoài ra, ông còn là người đứng đầu bộ phận thăng cấp tại Superist.